# Francisco Rodríguez Reinoso
Francisco Rodríguez Reinoso (España, 1941-San Juan de Alicante, 25 de agosto de 2020) fue un químico, investigador español y catedrático emérito en la Universidad de Alicante. Reconocido por sus investigaciones en el campo de la adsorción y de los carbones activados. Fue el primer español en recibir el premio de la American Carbon Society.

## Biografía
Tras licenciarse en la facultad de Ciencias Químicas de la Universidad de Granada (1959-1964), se doctoró en la misma universidad en 1967, con una tesis sobre la elaboración de carbones activados a partir de huesos de aceituna.
Posteriormente desarrolló su actividad docente en la Universidad de Alicante durante cuarenta años, hasta llegar a obtener la cátedra en el Departamento de Química inorgánica.
Sus investigaciones sobre la síntesis y caracterización del carbón activo fueron reconocidas internacionalmente. En concreto, fue reconocido con diversos premios por sus trabajos centrados en el campo de la adsorción (fenómeno por el cual un sólido o líquido atrae y retiene en su superficie gases, vapores, líquidos o cuerpos disueltos) y de los carbones activados. Además desarrolló una tecnología capaz de preparar hidratos de metano artificiales.
También destacaron sus investigaciones en el empleo de catalizadores con carbono como soporte; sobre residuos de petróleo y otras investigaciones aplicadas al carbono: industria del automóvil (pistones y anillos de sellado); materiales para condiciones extremas, como la pared interna del reactor de fusión nuclear, o el reingreso de vehículos espaciales, entre otras.
Fue presidente del Grupo Español del Carbono (1991-1999) y asesor de la OTAN en el programa Science for Peace (2001-2007).
Editor de la revista Carbón (desde 1991).
A raíz de la pandemia del coronavirus en España, Rodríguez Reinoso colaboró en el diseño de mascarillas con metaantracita para mejorar su rendimiento.

## Premios
- Premio de la Sociedad Japonesa del Carbón (Japan Carbon Society, 2008)
- Premio de la Sociedad Americana del Carbono (American Carbon Society, 2010), por investigaciones realizadas sobre este elemento químico.
- Premio del Consejo Social de la Universidad de Alicante (2019) por su labor en el área de investigación.[3]